# Zitzewitz
Zitzewitz är en uradelssläkt som härstammar från Hinterpommern genom ätten Kutzeke kända 1168 i borgen Demmin, sydost om hansastaden Demmin. Genom Matthias von Zitzewitz kom släkten till Danmark under 1500-talet.
Vapen
Blasonering: skölden är uppdelad i svart och silver med en guldförstärkt dubbelörn i motsatta färger. En hjälmprydnad med sju strutsfjädrar alternerande svarta och silver. Historiskt finns det också varianter med den omvända färger.

## Historik
Under en lång tillhörde Zitzewitz, tillsammans med Puttkamer och Stojentin de viktigaste släkterna i Landkreis Stolp, där de ägde betydande gods.

### Tidiga medlemmar i ätten
I en urkund från 1345 förekommer Martinus de Sitsovits som den första ättemedlemmen uppkallad efter gården Zitzewitz, som ligger mellan Stolp (nu Pol. Słupsk) och Schlawe (nu Pol. Sławno) i Pommern. Han hade tidigare nämntssom Martin Kutzeke de Sanow. Kutzeke (Cusseke, Koske) nämns 1393 med Laurenz och Dereke Koske som herrar på Kunsow, som därefter tillhörde Peter von Zitzewitz (död 1410). 1393 nämndes Laurenz Koske von Culsow och 1397 en Derseke Cusseke von Culsow. 1401 sålde Jarislaw, Lorenz och Bogislaus Kutzeke byn Zu der Sawerze (Sageritz).

### Släktled
Cirka 1400 genade ätten ut sig i tre större släktled genom familjerna Zitzewitz, Muttrin och Varzin, den senare dog ut 1781.
Peter von Zitzewitz var ägare till Zitzewitz och Kussow när han dog 1410. Med Georg von Zitzewitz, född 1585, grundlades den andra Zitzewitz-Zezenow grenen. Efter hans död delades Zitzewitz upp i grenarna A och B, men egendomen förblev i samma familjs ägo tills 1945.
Jarislaw von Zitzewitz, född omkring 1360, nämns som den första herremannen på Muttrin, som även ägde många andra gods i Stolper Land, inklusive Budow. Han föll 1410 tillsammans med Albert von Puttkamer i ett fältslag om en gränskonflikt mot riddarna i den Tyska orden. Jacob von Zitzewitz (omkring 1507–1572) blev kansler i Pommern-Wolgast, och blev en betydande statsman under reformationen.
Klaus von Zitzewitz, född omkring 1460 i Muttrin, anses tillhöra den andra Budov-släktgrenen, vilken senare delade Budow-godset i A- och B-del.

### Utmärkelser och rang
Med anledning av firandet av det 600-åriga innehavet av familjegodset i flodområdet Stolpeoch Wipper, fick adelsfamiljen rätten att representera släkten på Preussisches Herrenhaus den 16 oktober 1900 i Bad Homburg vor der Höhe.

## Sätesgårdar i Hinterpommern
Under åren förvärvade släkten en imponerade godssamling och de ägde fortfarande över 30 000 hektar i början av 1900-talet.
Zitzewitz sätesgård förblev i familjen sedan det första omnämnandet 1345 till 1945, liksom från 1360 Muttrin, Budow och Klein Gansen. Sedan dess har Kottow varit en underliggande gods, först till Budow, sedan till Muttrin. IntilliggandeGoschen (idag Goszczyno) och Groß Gansen ägdes av Zitzewitz före 1410 senare delades Groß Gansen i två undergods. 1480 beskrevs Besswitz som ett "forntida slottslän" tillhörade familjen. Andra gamla län var Krien och från 1440 Dumröse, vilka förblev i familjen ägo till 1945.
Granskapet Varzin i Besswitz nämndes först i familjens ägo 1485 kvarstod med Jannewitz fram till 1692.
Från 1656 till omkring 1800 var Notzkow i familjen ägo och kom i dess ägo från 1908 till 1945.
År 1796 kom Zezenow och Dargeröse i familjen ägo genom äktenskap och förblev i deras besittning till 1945.
Greve Wilhelm von Zitzewitz (1838–1925) stiftade 1901 fideikommisset Zitzewitz-Gatz-Nitzlin och var herre till Zezenow. Han utvidgade sin egendom avsevärt med Prebendow, Dargeröse, Schlackow, Krolow, Marsow, Görshagen, Vietzke, Klein Machmin, Schönwalde, Klein-Lüblow, Karlswalde och Pottack. Hans 17 adelsgods omfattade totalt 11500 hektar. Hans son Heinrich byggde ett nytt slott i Zitzewitz med en tillhörande park.
År 1841 förvärvades Bornzin och förblev i familjen ägo fram till expropriation 1945.

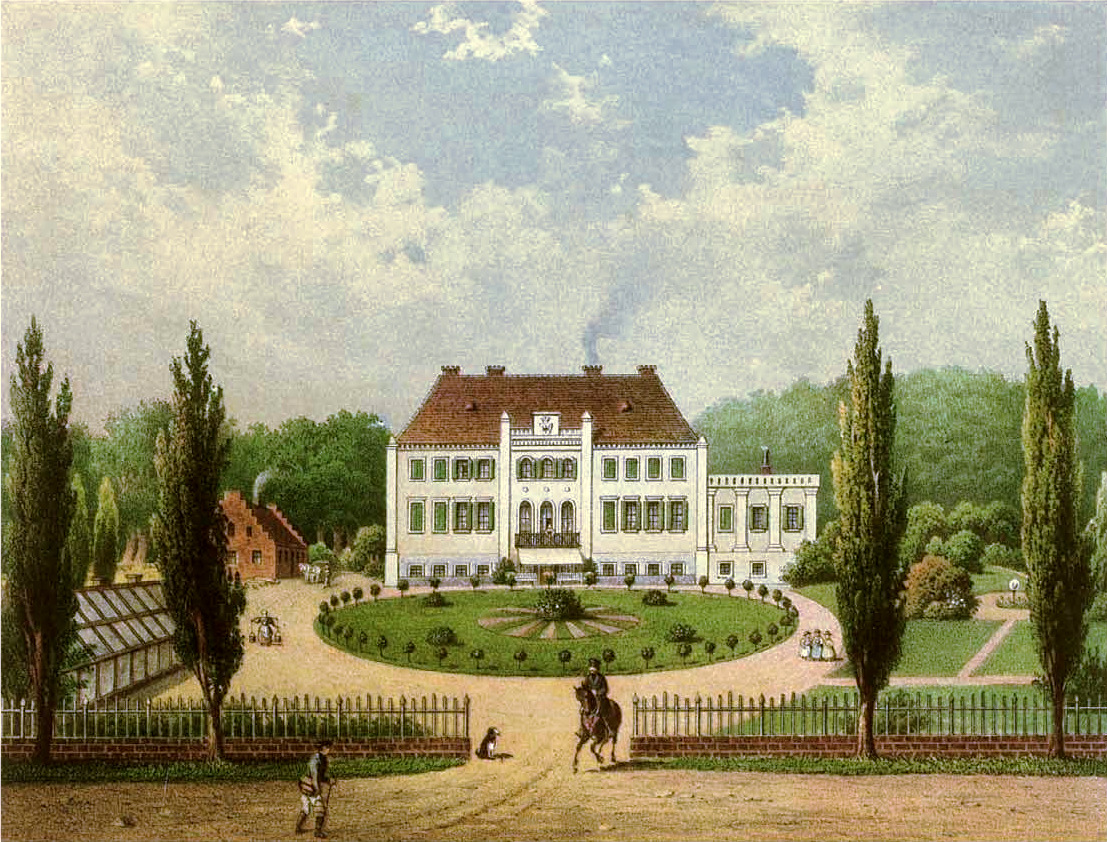
Beßwitz (ca 1500-1945)
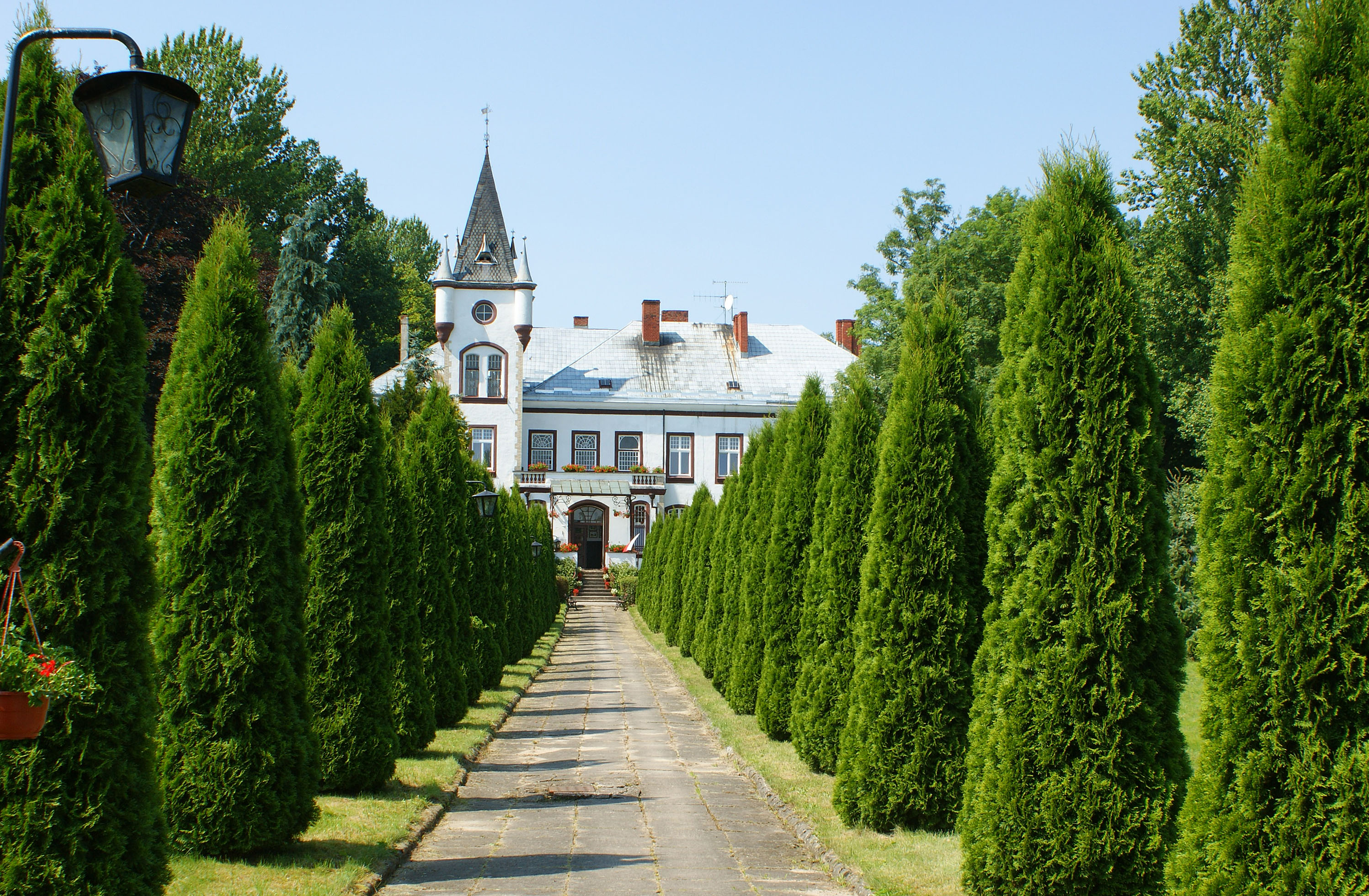
Notzkow (1656- ca 1800 och 1908–1945)
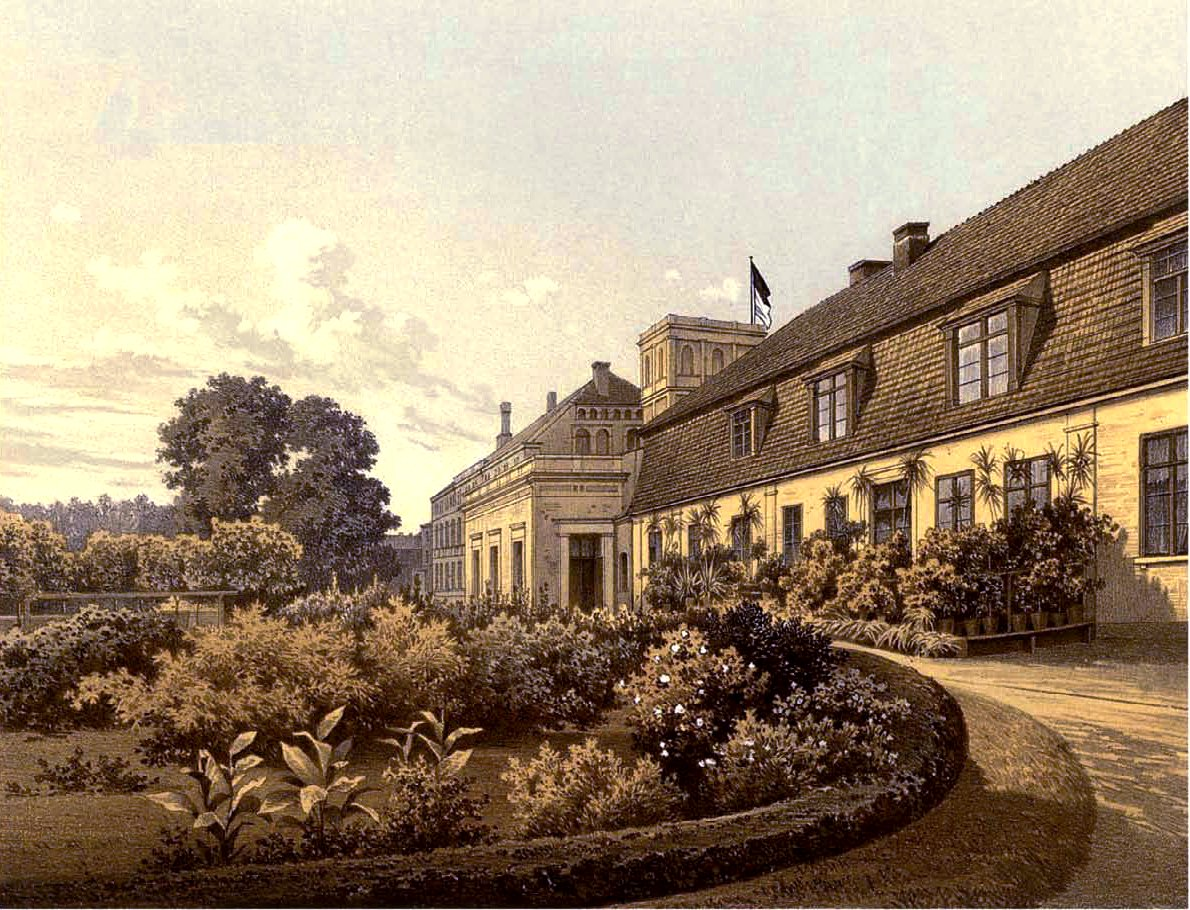
Zezenow (1796–1945)
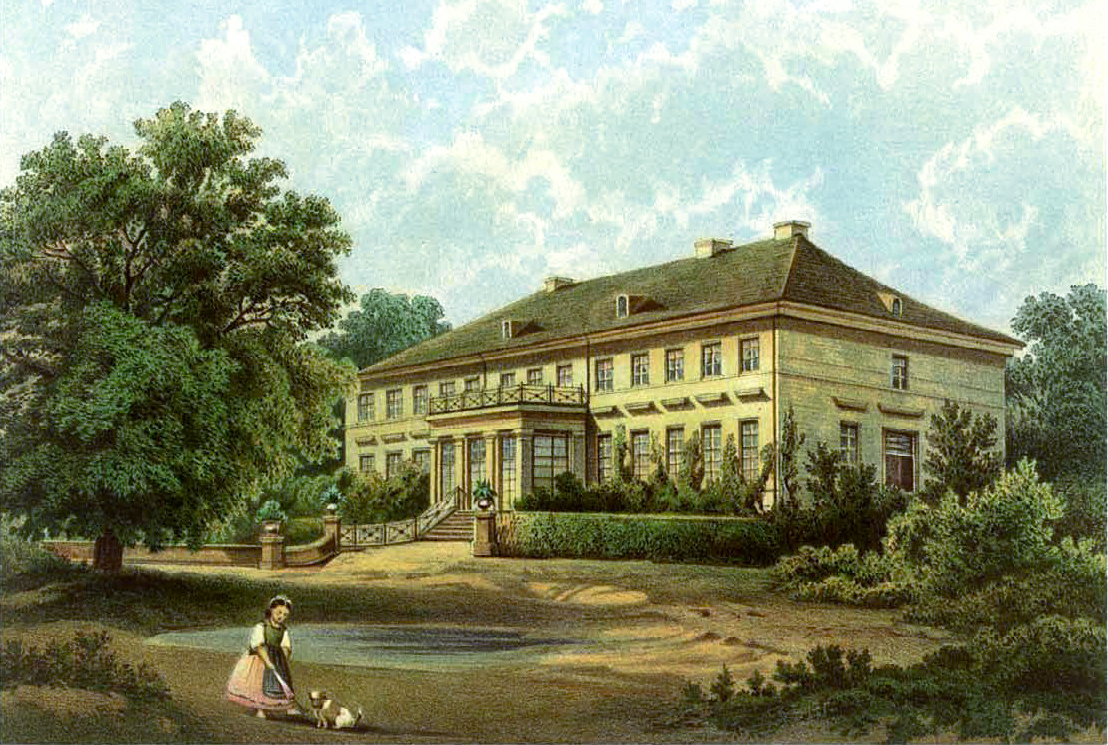
Bornzin (1841–1945)

## Sätesgårdar i Halland
Henrik Urups dotter, Bereta, blev gift med Tönnes Zitzewitz (Citzwitz), som 1601 kallas "till Rossared". Han var son till Mathias von Zitzewitz och Gertrud Veit. Redan år 1543 nämnes Tönnes Zitzewitz såsom anförare för en dansk avdelning med tyska lansknektar. Tönnes Zitzewitz och hustrun Bereta var avlidna den 29 april 1628 då landshövdingen med konungens förordnande verkställde en värdering värdering Rossared. Mathias Citzwitz anmälde sig villig genomföra ett skifte med sina syskon Malte och Karin.
Karin Citzwitz ärvde Rossared. Hon innehade även Dahls säteri, då under Gåsevadholm, vilket hon jämte några bondehemman bytt sig till av kronan. Före 1655 hade hon gift sig med Jens Gagge, som 1636 kallades till ”Boelstoft” (Bulltofta i Malmöhus län) och var Holger Gagges son. Fru Karin avled den 28 juli 1672 och Jens Gagge påföljande år utan efterlemnande barn, men med betydliga skulder.

## Vapenskölden
mini|hochkant=0.9|Vapen fört av von Zitzewitz/Zittwitz
Vapenskölden för Zitzewitz har den dubbla örnen gemensamt med Mitzlaff som i grannskapet och har påvisats sedan 1389, med vilka de ett släktskap.

## Medlemmar i urval
- Albrecht von Zitzewitz (1848–1917), godsägare, preussisk politiker
- Anna Geijer-von Zitzewitz (1891–1988, var en tysk-svensk målare och grafiker
- Augusta von Zitzewitz (1880–1960), porträttmålare
- Dirk von Zitzewitz (* 1968), tysk motorsportsman
- Fee von Zitzewitz (1943–2006), tysk fotomodell
- Georg von Zitzewitz (1892–1971), officer, markägare och politiker
- Heinrich Eugen von Zitzewitz (1925–1998), konstnär och författare
- Jacob von Zitzewitz (1507–1572), pommersk politiker, kansler
- Johann Boguslaw von Zitzewitz (1724–1803), kunglig preussisk generalmajor
- Leopold Nicolaus George von Zitzewitz (1761–1818), Distriktsadministratör för Stolpesche Kreis i Hinterpommern
- Mathias Zitzewitz (ca 1510–1578, anförare av tyska lansknektar i dansk tjänst
- Nikolaus von Zitzewitz (1634–1704), jurist, från 1677 Abbot i Benedictine kloster Huysburg
- Paul von Zitzewitz (1843–1906), tysk godsägare och parlamentariker
- Peter Christoph von Zitzewitz (1721–1800), kunglig preussisk generalmajor
- Tönnes Zitzewitz (Citzwitz) till Rossared (död före 1626), godsägare i Halland
- Victor von Zitzewitz (1908–1943), tysk skådespelare
- Wilhelm von Zitzewitz (1838–1925), godsägare och preussisk politiker